# Петров, Василий Степанович
Васи́лий Степа́нович Петро́в (5 марта 1922 года, село Дмитровка Екатеринославской губернии — 15 апреля 2003 года, Киев) — советский офицер-артиллерист и военачальник, дважды Герой Советского Союза (1943, 1945). Заместитель командующего Ракетными войсками и артиллерией Главного командования Сухопутных войск Вооружённых Сил Украины (1992—2003), генерал-полковник (1999), кандидат военных наук (1959).

## Биография
Родился 5 марта 1922 года в селе Дмитриевка ныне Приазовского района Запорожской области УССР в крестьянской семье. С 1929 по 1937 годы учился в неполной средней школе в родном селе. В 1939 году окончил Нововасильевскую среднюю школу.
В Красную Армию призван в 1939 году Мелитопольским городским военкоматом Запорожской области. В начале июня 1941 года окончил Сумское артиллерийское училище (приказ наркома обороны СССР о присвоении В. С. Петрову воинского звания лейтенант подписан 6 июня 1941 года). Служил заместителем командира батареи в 92-м отдельном артиллерийском дивизионе 27-го стрелкового корпуса 5-й армии Киевского особого военного округа (город Владимир-Волынский).
Участник Великой Отечественной войны с 11 часов дня 22 июня 1941 года. Воевал на Южном, Юго-Западном, Брянском, Воронежском и 1-м Украинском фронтах. Сражения Львовско-Черновицкой оборонительной операции в первые дни войны развивались стремительно: к вечеру первого дня войны дивизион оказался в окружении, вырвался из него уже без пушек 25 июня, был включен в 124-ю стрелковую дивизию и поставлен в оборону как пехота у села Княгинин, в боях 30 июня и 5 июля вновь попадал в окружение и вновь прорывался оттуда. После последнего выхода к своим в середине июля дивизион расформировали, а уцелевший личный состав, включая лейтенанта В. С. Петрова, зачислили в 231-й артиллерийский полк 15-го стрелкового корпуса 5-й армии, где Петров стал командиром взвода. В его составе Петров прошёл всю Киевскую стратегическую оборонительную операцию, в сентябре попал в «Киевский котёл» и чудом вырвался и оттуда. Орденами в 1941 году награждали скупо, поэтому единственной наградой В. Петрова за эти тяжёлые бои стало досрочное присвоение очередного воинского звания старший лейтенант. 
В декабре 1941 года старший лейтенант В. Петров назначен командиром взвода 595-го артиллерийского полка противотанковой обороны на Юго-Западном, Брянском и Воронежском фронтах, затем там же командовал батареей и временно исполнял должность помощника начальника штаба полка. С этим полком участвовал в Болховской операции, в Воронежско-Ворошиловградской оборонительной операции, в Харьковской наступательной (1943) и в Харьковской оборонительной (1943) операциях. Весной 1943 года переведён в 1850-й истребительно-противотанковый артиллерийский полк и уже в его рядах участвовал в Курской битве. 
Заместитель командира 1850-го истребительно-противотанкового артиллерийского полка (32-я отдельная истребительно-противотанковая артиллерийская бригада, 40-я армия, Воронежский фронт) капитан В. С. Петров отличился в боях на Левобережной Украине, при форсировании Днепра и удержании плацдарма на его правом берегу.

#### Версия событий наБукринском плацдармеизложенная в Наградном Листе[7]
14 сентября 1943 года в районе села Чеберяки (ныне Роменский район Сумской области) капитан В. С. Петров под сильной бомбёжкой с воздуха и артиллерийским огнём противника быстро и без потерь организовал переправу трёх батарей через реку Сула. Через два часа после переправы батареи подверглись неожиданной контратаке 13 танков и батальона немецкой пехоты. Капитан Петров, быстро оценив обстановку и подпустив танки и пехоту противника на дистанцию 500—600 метров, открыл массированный огонь всех орудий и в короткий срок подбил 7 танков и расстрелял до 2 рот вражеской пехоты. Атака немцев захлебнулась.
В это время до 150 немецких автоматчиков зашли батареям в тыл, обойдя их боевые порядки из-за леса справа и открыли сильный огонь из автоматов, стремясь окружить батареи и пленить личный состав. Капитан Петров, невзирая на крики немцев «рус, сдавайся», развернул 6 орудий в сторону немецких автоматчиков и открыл губительный для них огонь картечью. Одновременно Петров за счёт взводов управления и всех свободных от орудий людей создал группу автоматчиков и во главе их с возгласом: «Истребители в плен не сдаются», «За мной, за товарища Сталина, вперед! Истребим немецких фашистов», пошёл в атаку на немецких автоматчиков. После 2-часового боя капитан Петров отразил и эту атаку, вывел батарею из окружения, уничтожив при этом до 90 солдат и офицеров противника, пленил 7 человек, остальные разбежались. В этом бою капитан Петров, несмотря на ранение в плечо, остался в строю.
23 сентября 1943 года, замещая выбывшего из строя командира полка, Петров силами и средствами своего полка, первым в бригаде, за одну ночь умело и быстро форсировал реку Днепр и переправил материальную часть, боеприпасы и людей на правый берег реки, занял боевой порядок и прочно удерживал плацдарм, отбивая неоднократные контратаки противника.
1 октября 1943 года при танковой контратаке немцев капитан Петров, находясь в боевых порядках 1-й и 2-й батарей, лично руководил огнём и подбил 4 немецких танка и 2 шестиствольных миномёта. Когда в 3-м расчёте 1-й батареи танки противника своим огнём вывели из строя весь расчёт, Петров со своим ординарцем бросились к орудию и вдвоём продолжали вести огонь, подбив самоходную пушку «Фердинанд». Здесь Петров от прямого попадания вражеского снаряда в пушку был тяжело ранен в обе руки, но поле боя не покинул; только после отражения контратаки немцев Петров разрешил эвакуировать себя в медсанбат. Благодаря мужеству и исключительной храбрости и отваге капитана Петрова, сумевшего воодушевить личный состав батареи, в этот день полком были отражены 4 контратаки противника, плацдарм был удержан.
На момент представления капитана В. С. Петрова к званию Героя Советского Союза огнём своих орудий уничтожил до 3 батальонов вражеской пехоты, 12 артиллерийских и миномётных батарей, подбил 19 немецких танков.

#### Версия событий наБукринском плацдармепо воспоминаниям В. С. Петрова
Во второй книге воспоминаний Петрова «Прошлое с нами» (глава «Они — герои моей судьбы») события конца сентября 1943 года изложены автором несколько иначе:
«Осенью 1943 г., спасая товарища на одном из днепровских плацдармов, я был ранен. Это случилось около полуночи. Вокруг рвались беспрерывно снаряды, противник не прекращал интенсивный обстрел небольшого участка прибрежных круч, занятого накануне общими усилиями подразделений пехоты разных частей, куда высадились батареи 1850-го ИПТАП, командиром которого я состоял. Позади текла в осеннем многоводье широкая река. Я потерял много крови и был найден только к утру.
Последнее, что я запомнил в отсветах бризантных разрывов, — колючие стебли и лицо капитана Болелого, он лежал распростертый на краю воронки. Я поднял его, двинулся к телефонной линии, проложенной час назад между моим командным пунктом и командным пунктом командира 32-й ОИПТАБр РГК полковника Купина И. В. Он прибыл на плацдарм в сумерках. Прогрохотала серия бризантных разрывов. На меня обрушился удар страшной силы. Кажется, я устоял, пытался идти, но что-то неудержимо влекло к земле, я проваливался куда-то. И всё».
Капитан Болелый Георгий Елизарович, пом нач штаба 32 отдельной оипб, согласно приказу Главного Управления Кадров Народного Комиссариата СССР № 2906/пог от 26.08.1944 числится в безвозвратных потерях как убитый в бою 29.09.1943. Значит ранение, которое повлекло утрату В. С. Петровым обеих рук, случилось 29.09.1943 г., что ставит под сомнение дату события, описанного выше в наградном листе; с другой стороны, не исключено, что ошибочной является именно дата гибели капитана Г. Е. Болелого в приказе ГУК, составленного на основе поступивших из войск сводных документов.
События 30 сентября 1943 года описаны полковником Купиным и майором интендантской службы Галушко в документальном фильме «Генерал Петров», снятом режиссёром Анатолием Слесаренко на Украинской студии документальных фильмов в 1973 году.. Сам В. С. Петров дополнил рассказ об этих событиях в своём интервью газете «Факты»:

«Когда командиру бригады доложили, что Петров отправлен в морг, полковник Купин приказал капитану Запольскому и майору интендантской службы Галушко немедленно отбыть в Ковалин, найти мое тело и доставить его в село Старое для похорон. На поиски ушли почти сутки, но приказ командира они так и не выполнили. Возвратившись на плацдарм, Галушко с Запольским доложили комбригу, что капитан Петров… уже похоронен. Но Купин отказывался верить в это. Он приказал офицерам вернуться в Ковалин и возобновить поиски моего тела.

В общем, среди умерших им в конце концов удалось отыскать меня. Обнаружив, что я жив, Галушко с Запольским вновь перенесли меня в санбат и, приставив пистолет к голове хирурга, потребовали сделать все, чтобы спасти мне жизнь. На размышление дали одну минуту. И тот рискнул сделать операцию, хотя честно предупредил моих товарищей: шанс выжить у раненого минимальный. Операция, однако, прошла успешно. А спустя несколько недель, где-то в конце ноября — начале декабря 43-го, на самолете У-2 меня доставили в Московский институт ортопедии и протезирования.»— 

#### Дальнейшая биография
Указом Президиума Верховного Совета СССР от 24 декабря 1943 года «за образцовое выполнение боевых заданий Командования на фронте борьбы с немецкими захватчиками, форсирование реки Днепр и проявленные при этом отвагу и геройство» капитану Петрову Василию Степановичу присвоено звание Героя Советского Союза с вручением ордена Ленина и медали «Золотая Звезда» (№ 3504).
Проходил длительный курс лечения, многократно подавал рапорты о возвращении на фронт. Отклонил предложение перейти на партийную работу (по словам В. С. Петрова, ему предлагали должность второго секретаря одного из райкомов партии в Москве). Однако он добился своего и в декабре 1944 года в звании майора вернулся в действующую армию на должность заместителя командира 248-го гвардейского истребительно-противотанкового артиллерийского полка 11-й гвардейской истребительно-противотанковой артиллерийской бригады 52-й армии 1-го Украинского фронта. Принимал участие в Висло-Одерской наступательной операции, после завершения которой в феврале 1945 года назначен командиром этого полка.
Отличился в наступательных боях в Силезии. Когда 9 марта 1945 года крупные силы противника перешли в наступление в районе Поль-Грос-Нойкирх (10 километров южнее Козеля, Германия) с задачей сбросить наши части с занимаемого плацдарма на западном берегу реки Одер, гвардии майор Петров, умело и мужественно руководил боем своего полка, лично находясь в боевых порядках батарей под исключительно сильным артиллерийско-минометным и пулемётным огнём и неоднократно рискуя жизнью. В течение двухчасового боя полк отбил 5 контратак противника и не допустил его к переправам, обеспечив удержание плацдарма. В бою было уничтожено 9 танков и свыше 180 солдат и офицеров. 15 марта 1945 года в бою по прорыву обороны противника на западном берегу реки Одер гвардии майор Петров проявил высокие образцы оперативного руководства полком и непреклонное мужество при выполнении боевого задания. Под его руководством полк уничтожил 4 орудия, 13 огневых точек и до 120 солдат и офицеров противника. 
19 апреля 1945 года в ожесточенных боях в районе Ниски (Германия) гвардии майор Петров вновь показал своё безграничное мужество, геройство и умение руководить подразделениями в любой обстановке. Противник, сосредоточив крупные силы пехоты и танков, предпринял ряд сильных атак в направлении шоссе Ротенбург — Ниски с задачей перерезать дорогу, по которой двигались наши наступающие войска на Дрезден. Гвардии майор Петров с целью занятия выгодного противотанкового рубежа обороны повёл две штурмовые батареи в атаку на населённый пункт, занимаемый противником. Благодаря умелому сочетанию огня орудия прямой наводкой с автоматно-пулемётным огнём орудийных расчётов и исключительной храбрости командира полка гвардии майора Петрова населённый пункт Эдерниц-Вильгельминенталь был взят, и полк закрепился на выгодном рубеже. Противник несколько раз переходил в яростные контратаки, но полк, руководимый Петровым, стойко отразил все атаки. Было уничтожено 8 танков, до 200 человек пехоты.
20 апреля 1945 года на боевые порядки полка двигалось 16 танков и до батальона пехоты. Лично руководя боем батарей, гвардии майор Петров сумел отразить атаку противника и сорвать замысел — перерезать дорогу на Дрезден. В этом бою полком было уничтожено 4 танка.
В бою 27 апреля 1945 года в напряжённый период сражения лично поднял в атаку 1-й батальон 78-го стрелкового полка и в это время получил тяжелые ранения обеих ног.
Указом Президиума Верховного Совета СССР от 27 июня 1945 «за образцовое выполнение боевых заданий командования на фронте борьбы с немецкими захватчиками, дающее право на получение звания Героя Советского Союза» гвардии майору Петрову Василию Степановичу вторично присвоено звание Героя Советского Союза с вручением второй медали «Золотая Звезда» (№ 6091).
После войны продолжил службу в Вооруженных Силах. Приказом народного комиссара обороны СССР И. В. Сталина в 1945 году пожизненно оставлен в кадрах Вооружённых Сил СССР. Член ВКП(б)/КПСС с 1945 года. До 1947 года командовал тем же артиллерийским полком (в 1946 году ему присвоили звание подполковника), после его расформирования был переведён в другой полк на должность заместителя командира полка, но затем опять повышен в должности до заместителя командира артиллерийской бригады (позднее был заместителем командира 35-й бригады оперативно-тактических ракет). В 1954 году окончил Львовский государственный университет. Кандидат военных наук (1959), генерал-майор артиллерии (1963). С 1964 года служил помощником, а затем заместителем начальника ракетных войск и артиллерии Прикарпатского военного округа. В Советской Армии получил воинское звание генерал-лейтенант артиллерии в 1977 году.
После распада СССР продолжил службу в Вооружённых силах Украины. В марте 1994 года указом Президента Украины генерал-лейтенант В. С. Петров был пожизненно оставлен на военной службе в Вооружённых Силах Украины. Занимал пост заместителя командующего Ракетными войсками и артиллерией Главного командования Сухопутных войск Вооружённых Сил Украины. Ему было присвоено воинское звание генерал-полковник в 1999 году. Занимался активной военной, научной и гражданской деятельностью.
Жил в Киеве (Украина). Скончался 15 апреля 2003 года в Киеве на 82-м году жизни. Похоронен на Байковом кладбище Киева. Деньги на памятник собрали сыновья.

## Награды и звания
- Дважды Герой Советского Союза (24 декабря 1943 года, 27 июня 1945 года)[13].
- Орден Богдана Хмельницкого II степени (5 мая 1999 года, Украина) — по случаю 54-й годовщины Победы в Великой Отечественной войне 1941—1945 годов, в честь героических подвигов защитников Отчизны[14]
- Орден Богдана Хмельницкого III степени (7 мая 1995 года, Украина) — в честь героических подвигов в борьбе с фашистскими захватчиками и по случаю 50-й годовщины Победы в Великой Отечественной войне 1941—1945 гг.[15].
- Медаль «Защитнику Отечества» (Украина)[16].
- Два ордена Ленина (24 декабря 1943 года, 21 июня 1982 года).
- Орден Октябрьской Революции (8 января 1980 года).
- Орден Красного Знамени (7 апреля 1945 года).
- Орден Отечественной войны I степени (11 марта 1985 года).
- Три ордена Красной Звезды (5 апреля 1942 года[17], 4 октября 1943 года[18], 30 декабря 1956 года).
- Ряд медалей СССР.
- Орден Дружбы народов (25 августа 1992 года, Россия) — за большой вклад в развитие сотрудничества армий дружественных государств и активное участие в воспитании молодёжи стран Содружества Независимых Государств. Указ Президента РФ от 25 августа 1992 года N 927[19].
- Орден «Виртути Милитари» V класса (Польша).
- «Чехословацкий Военный крест 1939—1945 годов» (Чехословакия).
- Медаль «Победы и Свободы» (Польша)
- Медаль «40 лет освобождения Чехословакии Советской Армией» (Чехословакия, 19.03.1985)
- Почётный гражданин Киева[20]
- Почётный гражданин города Лебедин Сумской области (1978).

## Память

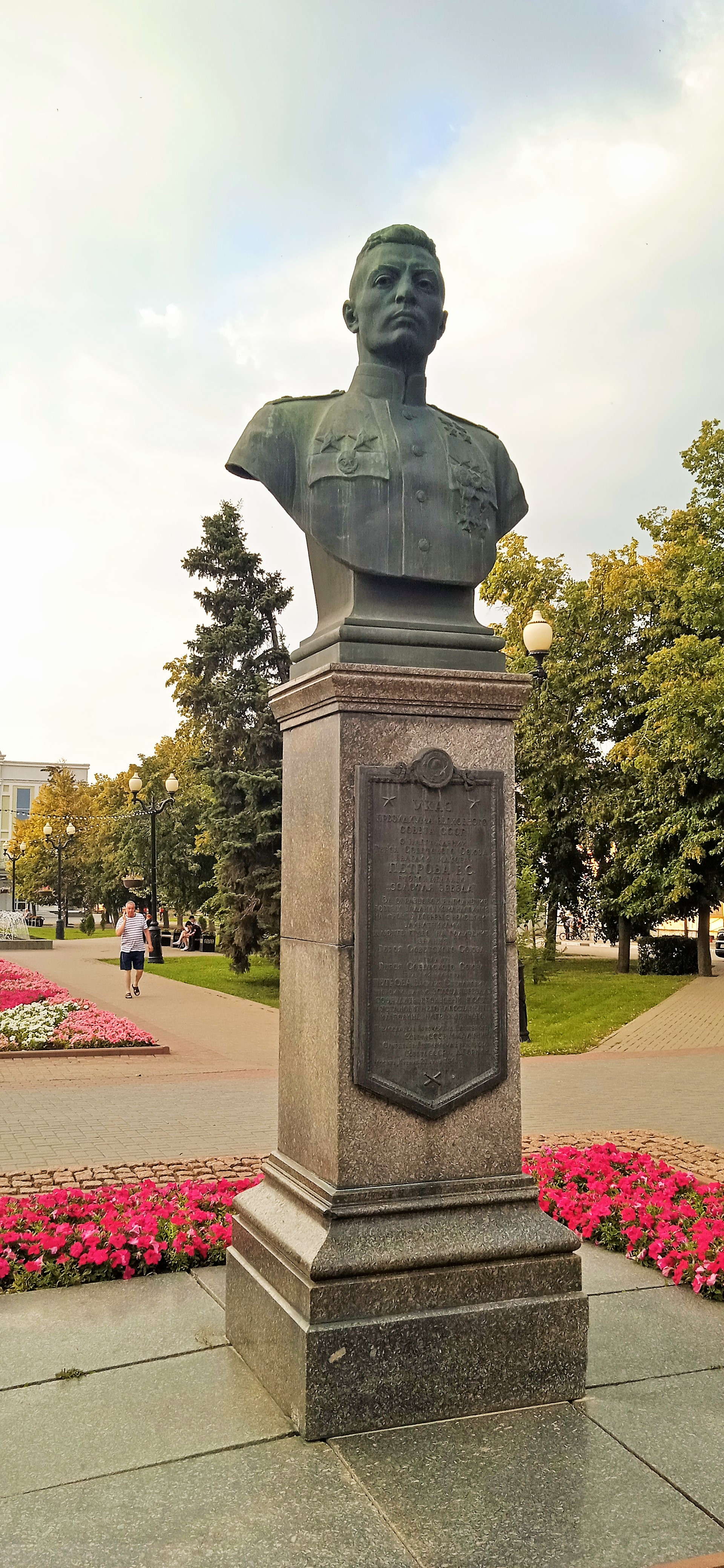
Бюст Василия Петрова в Тамбове

- Бронзовый бюст дважды Героя Советского Союза В. С. Петрова установлен в Тамбове (открыт 8 сентября 1953 года).[21]
- В городе Сумы (Украина) на фасаде главного корпуса бывшего Сумского высшего артиллерийского командного училища (ныне — военный лицей), в котором он учился, установлена мемориальная доска.
- Указом Президента Украины № 780/2010 от 22 июля 2010 года 55-й отдельной артиллерийской Будапештской орденов Красного Знамени, Богдана Хмельницкого и Александра Невского бригаде Вооружённых сил Украины присвоено почётное наименование «имени дважды Героя Советского Союза генерал-полковника Василия Петрова».
- 7 мая 2012 года в Киеве (Украина) на доме по адресу генерала Алмазова (бывш Кутузова) 14, в котором в 1975—2003 годах жил В. С. Петров, установлена мемориальная доска.
- Имя «Капитан Петров» было присвоено теплоходу типа «Радуга», работавшему в Севастополе.

## Сочинения
- Петров В. С. Прошлое с нами. 2-е изд., перераб. и доп. — Киев: Политиздат Украины, 1989. — Кн. 1—2.[22][22]